# 아리우스주의
아리우스주의(라틴어: Arianismus, 그리스어: Αρειανισμός)는 이집트 알렉산드리아 총대주교 관구의 사제인 아리우스가 주장한 기독교 신학이다.  아리우스는 ‘성자’ 예수는 '성부'에 의해 시간 이전에 창조된 존재(피조물)이며, 성부와 함께 영속하는 존재가 아니라고 보았다. 아리우스에 따르면 성자가 성부라는 성경의 증언은 비유적 표현이다.
아리우스주의나 아리우스파라는 명칭은, 그들 스스로가 그렇게 불렀던 것이 아니라 외부에서 이들을 묘사할 때 사용한 단어이다. 아리우스파는 성부와 성자의 본질이 동일하다는 동일본질 교리를 끝까지 거부했다. 아리우스의 삼위일체론은 나중에 안티오케이아의 아에티우스와 그의 제자인 에우노미우스에 의해 상이본질(anomoeanism)이라는 극단적인 이론으로 변모했다. 아리우스가 성자는 성부에서 유래했으므로 그 둘이 본질적으로 유사하다고 주장한데 반해, 상이본질론자들은 성부와 성자의 본질이 동일하지도 않고, 본질이 유사하지도 않다고 주장했다.
아리우스가 활동하던 시기의 교회에서는 성자의 신성에 대해 동일본질과 아리우스주의의 두 삼위일체론이 팽팽히 맞서고 있었다. 이들은 모두 딜레마를 가지고 있었고, 학자들은 자신이 지지하는 삼위일체론의 논리적인 허점을 채우고자 노력했다. 당대 아리우스가 아리우스주의의 선봉장이었다면, 동일본질의 선봉장은 교부로 인정받는 알렉산드리아의 아타나시우스였다. 아타나시우스는 성자와 성부가 본질적으로 동일한 존재로 보았다. 아리우스는 성자가 성부의 아들이라면 성부가 성자를 낳거나 창조한 것일텐데, 그렇다면 성자가 시간이라는 개념이 없었을 때에는 존재했을 수 없다고 주장했다. 결국 콘스탄티누스 대제가 서기 325년 소집한 최초의 세계공의회인 제1차 니케아 공의회에서 아리우스의 믿음은 이단으로 정죄되었다. 뒤이어 두 번째 세계 공의회인 381년의 제1차 콘스탄티노폴리스 공의회에서도 아리우스주의는 정통 신학으로부터 벗어난 이단임을 확언했다. 그 후로 아리우스파는 항상 보편교회로부터 이단으로 비난받아왔고, 현재에도 정교회, 로마 카톨릭, 개신교 등 주류 기독교회들은 모두 아리우스파를 이단으로 간주한다.

## 기원

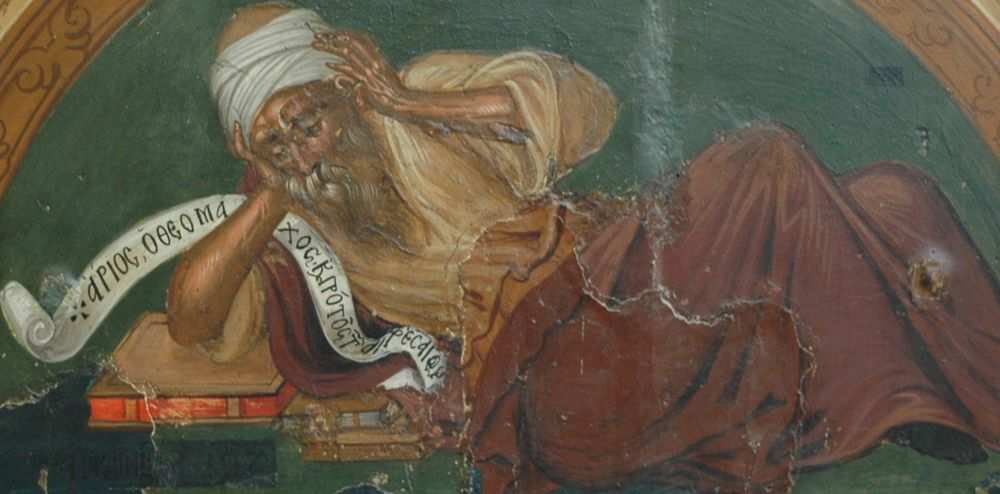
제1차 니케아 공의회에 참석한 아리우스를 그린 상상화. 후기 비잔틴 미술 학파인 크레타 학파에서 1591년경 제작한 이콘.

아리우스주의를 두고 일어난 아리우스 논쟁은 3세기 후반에 시작되어 4세기 내내 지속되었다. 신학자들뿐 아니라 평신도부터 황제까지 다양한 계층의 사람들이 이 논쟁에 직접 참여했고, 또 영향을 받았따. 로마 황제였던 콘스탄티누스 2세와 발렌스 역시 아리우스주의 혹은 반(半)아리우스주의를 지지했으며, 서로마 제국의 멸망 전후의 고트족, 반달족, 랑고바르드족 족장들 대부분 역시 마찬가지였다.
아리우스는 안디옥 학파의 일원인 안티오키아의 성 루치아노의 제자로, 사모사타의 파울로스의 가르침을 배웠다. 아리우스는 성부와 성자가 항상 함께 존재하던 것이 아니고, 성자는 성부가 시간이 시작되기 이전에 창조한 피조물이라고 가르쳤다.

## 니케아 신경의 형성과 배격
로마제국 내에서 서로 다른 교리를 가진 기독교들 사이에서 여러 소요가 발생하자, 콘스탄티누스 대제는 제1차 니케아 공의회를 소집한다. 니케아에 모인 교주들은 2명을 제외하고 니케아 신경에 서명하여 소위 원정통(proto-orthodox)이라 하는 일련의 교리에 합의를 보았다. 이들은 다른 신앙들은 "이미 추방되었거나, 억압되었거나, 개혁되었거나, 파멸하였다"며 쉽게 뜻을 모았다. 아리우스주의가 이단으로 정죄되고 제거된 것은 공의회의 권위도 있었지만, 당시 아리우스주의가 가지고 있는 논리적 배경이 탄탄하지 않고 서로 다른 배경을 가진 주장들을 한데 엮은 탓에 논리적 허점이 있었기 때문이다. 따라서 아리우스주의를 비롯해 다른 종류의 신앙들은 자연스레 정통하지 않은 것, 즉 이단으로 밀려나게 되었다. 결과적으로 콘스탄티누스 대제는 아리우스주의를 고수하는 이들에게 다음과 같은 칙령을 내리며 사형을 명했다.
"...만약에 아리우스가 쓴 글이 발견되면 모두 소각하라. 그의 타락한 교리를 제압하고, 그에 관한 어떤 기억도 남아있지 않도록 해야한다. 그러므로 내가 명하노니, 만일 누구든지 아리우스의 책을 숨긴 것이 발각되거나, 이를 즉시 제출해 소각하지 않은 자는 사형에 처할 것이다. 그가 이 범죄에서 발각되자마자 즉시 사형에 처해질 것이다."— 콘스탄티누스 대제의 아리우스파에 반대하는 칙령

그러나 콘스탄티누스는 채 3년도 되지 않아 아리우스주의를 복권시키고 추방령을 취소한다. 더 나아가 335년에는 티레에서 제1차 티레 주교회의를 열어 310명의 주교가 모인 가운데 알렉산드리아의 아타나시우스가 아리우스파를 여전히 배격한다며 그에게 "살인, 불법 과세, 마술, 반역"의 혐의를 씌우고 총대주교직을 박탈한 뒤 추방시킨다. 이 때 아타나시우스는 게르만의 트리어로 추방당하며, 아리우스주의는 완전히 복권된다. 콘스탄티누스 대제는 337년 아리우스파 주교인 니코메디아의 에우세비우스로부터 세례를 받고 죽는다. 아리우스는 그보다 먼저 336년에 사망했다.
아타나시우스는 346년이 되어서야 알렉산드리아로 돌아왔다. 아타나시우스는 바로 니케아 신경을 따르는 주교들과 연합하여 이미 널리 퍼져있던 아리우스주의를 뿌리채 뽑고자 한다. 결국 381년에 150명의 주교가 모인 제1차 콘스탄티노폴리스 공의회에서 아리우스주의는 다시 한 번 이단으로 정죄하며 아나테마(영구파문)를 선고한다.

## 같이 보기
- 양자설
- 아리우스 논쟁
- 제1차 니케아 공의회
- 고트 성경
- 이슬람교 속 예수
- 단일신론
- 반삼위일체론
- 소시니안주의
- 종속주의